# 日本語の二人称代名詞
日本語の二人称代名詞（にほんごのににんしょうだいめいし）は、日本語において、二人称すなわち受け手を指す代名詞である。一人称代名詞と同様、様々な名詞を二人称代名詞として使え、それぞれ文体や立場が異なる。

## 日本語二人称代名詞の特徴
日本語の共通語（標準語）には、英語の you のような一般的二人称代名詞は存在しない。方言には「あんた」や「おめえ」などを一般的二人称代名詞として使うものもあるが、これは例外的であり、敬意の対象となる相手は、代名詞で呼ばないのが普通である。
最も古い二人称単数代名詞としては「な」が『日本書紀』などに見えるが、これさえも一人称から転用されたものとされる（のちに専ら二人称として「なれ」「なむち（なんじ、汝）」の形で使われる）。
なお日本語では、二人称代名詞に込められた敬意が時代の経過に伴って低下する傾向がある。例えば「おまえ（御前）」や「きさま（貴様）」は、古くは字面通り（後には「貴方様」「御前様」の形で）敬意を込めて使われたものである。
大日本帝国の陸海軍学校においては、一人称を「俺」、二人称を「貴様」として、同期のことを敬意と親しみを込めて呼んでいた。

## 二人称単数代名詞

### 普通
あなた
相手の名前にさん付けするか、「あなた」とするのが日本語では最も無難な二人称である。ただし、目上の相手には普通は使えない。
かな書きすることが多いが、「貴方」、相手が女性の場合に「貴女」、相手が男性の場合にまれに「貴男」と漢字で書くこともある（いずれも常用表記外の熟字訓）。なお、東北訛りでは「あなだ」と「た」に点々が付く。
あんた
「あなた」のくだけた言い方。東日本と西日本とで扱われ方が異なり、東日本では卑俗な言い方とされるが、西日本のほとんどでは親身な呼びかたとして使われる。方言として使う地方では一般的な丁寧語とされる表現である。関西の一部では「あんたはん」とも言う。また、東北訛りでは「あんだ」と表現されている。口語では、「あーた」という人もいる。
あんさん
関西などで使用。「あんたさん」の転か。
そちら
「そちら様」というように、「様」をつけて改まった場で使われることもある。
お宅
主に集団（家、法人など、対話相手となる個人の所属先）を対象に使われるが、個人を対象に使われることもある。「オタク」の語源でもある。「おたくさん」も聞かれる。

### 法人などに対して
貴社
会社や神社などに対して。
御社（おんしゃ）
「貴社」に同じ。おもに話し言葉で用いる語で、書き言葉では「貴社」を使う。
貴行
銀行に対して。話し言葉では「御行」（おんこう）の語も用いる。
貴紙
新聞に対して。
そのほか、貴店（店舗）、貴局（放送局・無線局・郵便局・薬局等）、貴学（大学）、貴校（大学以外の学校）、貴園（幼稚園・保育所・認定こども園、および「園」を称する福祉施設等）、貴院（病院・診療所・助産所・施術所等）、貴誌（雑誌・同人誌）など、「貴」+一般名または個別の名称の一字を呼称とする場合、貴組合（各種の組合）、貴財団（財団法人）、貴サイト（ウェブサイト・FTPサイト等）など、より長い呼称を使う場合がある。

### 敬意を払う場合（同輩以上・目上に対して用いるなど）
貴官
軍人・自衛官同士など。
貴職
社会的に何らかの勤務・職務をしている個人。
貴兄・貴姉
書面で使うことがある。
卿
主君が臣下を呼ぶ際に使用する呼び名。
貴君
特に地位のある人全般に対して。

### 親しい場合
目上の人に使うのは失礼とされる。
お前
主に男性が同輩に使ったり、男性や女性が目下の親族（息子、娘、孫、弟、妹など）に使う。元々は尊敬語であった（御前）。現代ではぞんざいな言い方と受け取られる場合が多い。東日本では、「おめえ」と訛って使うことも割と多い。
お前さん
使われ方は「お前」とは異なり、「あんた」に近い。「おまいさん」とも。比較的丁寧さをもった表現である。
おまはん
関西などで使用。「おまえさん」の転か。
君（きみ）
主に男性が同等または目下の相手に使う。女性も人によっては使う。元々は敬意を込めた表現であった（キミ (カバネ)、君を参照）が現代では敬意を意識されずに使われる。「あなた」よりは敬意が低いが「お前」よりきれいな言い方。
チミ
上記の君のキとチが入れ替わったもの。
じぶん（自分）
関西圏や新潟県・山梨県などで使われる。反照代名詞であったものが一人称から二人称へ転じたもの。関西圏では近しい呼びかたでありながら敬意のないものであり、場合によっては罵倒にも用いられるので注意が必要である。
相手の名字（氏）
「さん」「様」の敬称を付けずに呼び捨てにするのは、目上には失礼とされる。
相手の名前（名）
名前を呼び捨てにするのは、男女世代を問わずよく使われる。親密さを表現しやすい。
わい
九州などで使用。これが使われる地域では一人称としての「わい」が使われず、一人称は主に「おい、おいどん」などが使用される。

### 敵対的
おれ・おりゃ・おら（おれら）
「おれ」は記紀などにもみられる古代からの人称代名詞であり、相手を見くだして指す表現であった。はじめ二人称であったものが転じて、一人称として地方へ広まっていった。訛って「うれ」とも。現在も近畿地方の一部に二人称使用として残るほか、地方各地でも罵りの表現として見られる。
てめぇ
「手前（てまえ）」が母音融合を起こし訛ったもの。元々は一人称である。主に東日本方言で用いられる。
おのれ・おどれ・おんどれ・どれ・のれ
己（おの）を意味し、元々は「自身」をさす反照代名詞であったものが、平安時代には人称としても用いられるようになった。近畿地方から山陽地方、四国地方、北陸地方などの各地で発達した。己れ、己ら。二人称に用いる場合は卑下の意を含むことがあり、言い方によっては強い罵りを表すことばである。
きさま・きさわ・きさん
貴様。元々は尊称であり、江戸時代以前は文語として使用されていた。口語としては江戸時代以降の関西を中心に、詩歌の詠いなどから二人称で使われるようになった。のちの明治期には旧日本海軍で士官どうしのあいだで親しく用いられた例もあるものの、現代においてはもっぱら差別的もしくは敵対的表現とされる。なお、九州では方言として「きさん」と言う。
われ・わ
我、吾。「われ」は日本語として古くの一人称でありながら、二人称表現としても使われてきた。近畿地方周辺をはじめ北日本や諸島など各地で使用される。「われ」は必ずしも卑称ではなく、親しい表現として日常的に用いる地域もある（河内弁）。周辺地方では「わえ」などと崩れて使われる。

### 古語・古風
汝/爾（なんじ）
英語の古語の二人称代名詞 thouは「汝」と訳される場合が多いが、文脈を考えないと珍妙な日本語訳が出来上がることもある。文語。
其方（そち、そなた）、其の方（そのほう）
上の地位にある人物が下の地位の人物に対して用いる。
貴君（同輩・目下）
貴殿、貴台、賢台、尊台、老台（目上・同輩、改まった場合や手紙など）
貴公（同輩・目下、古くは目上）
お主（おぬし、おしゅう）
通常「お」をつけるが、「主」だけでも成り立つ。現代でも瀬戸内周辺で「おんし、おのし」、中部地方で「おしゅ、おしゃ」などと使われる。
主様
ご主人という意味が主だが、例えば「地主様」などを指すこともある
汝（うぬ、なんじ）
相手を罵る意味合いがあり、敵対的な言い方。八丈島にも見られる古くからの表現であり、「おの」の変化と言われている。
お内（おうち）
京言葉。「内」におを付け、二人称表現にしたもの。近世以降に発達したもので現在も使われる。
御身（おんみ、おみ）、御事（おこと）
対等もしくはやや目下の者が用いたもの。近畿をはじめ各地に伝わった。身分の低い者の使う表現であった。
御許（おもと）
主に女性、特に女房に親しみを込めて用いる。
此方（こなた）
元々は一人称であった。三人称の人代名詞としても用いられる。

## 代名詞を使わない二人称

### 一般名詞
血縁関係
お父さん（パパ）・お母さん（ママ）・お爺ちゃん・お婆ちゃん・おじさん・おばさん 等。日本語では相手を指示するのに使えるのは自分より年上（目上）の人を表す語だけであり、たとえば息子が父親を相手に「おとうさん」を使用することはできるが、父親が息子を相手に「息子」と呼ぶことはまれである。これは血縁関係だけでなく、役職名などにも当てはまることが多い。また自分と相手との関係に基づいて親族名称を二人称代名詞の代用とするだけではなく、その家族でもっとも年下の子どもの視点から見た血縁関係に基づく親族名称を家族全員が使うという現象が見られる。たとえば子どもができると夫婦がたがいに「パパ」「ママ」と呼びあうようになることがあり、それまで「おとうさん」「おかあさん」とよばれていた夫婦の両親が「おじいちゃん」「おばあちゃん」と呼ばれるようになることもある。また夫婦の両親が夫婦を「おとうさん」「おかあさん」と呼ぶようになることすらよくある。
お兄さん・お姉さん・おじさん・おばさん・おじいさん・おばあさん
本来血縁関係を対象とする言葉だが、見知らぬ相手などで他の呼称が当てはまらない場合は血縁関係のない相手に対しても用いる。落語や漫才の分野では兄弟子、姉弟子あるいは同門でなくとも先輩（後述の「師匠」と呼ばれる人物ほど芸歴が離れていない者）に対して用いられる。
例えば、お兄さん・お姉さんは12歳〜41歳ぐらい、おじさん・おばさんは30歳〜42歳以降、おじいさん・おばあさんは62歳〜以降という区分をしていた。
二人称代名詞については、日本語だけではなく、タガログ語も一般的に同様とする場合も見られる。年長の若い男性をKuya、年長の若い女性をAte、中年の男性をTito、中年の女性をTita、高齢の男性をLolo、高齢の女性をLolaが基本的であり、続柄や血縁関係に限らず年齢的に呼び分けられる。成人女性・男性に対して「姉ちゃん」「兄ちゃん・あんちゃん」と呼ぶこともあるが、これは血の繋がりは問わない。
親父・お袋・兄貴・姉貴・おじき・あねさん
血縁者に対するぞんざいであるが、親愛の情が込められた男性的な呼びかけ。他人の親については「-さん」をつけて呼びかけることもあるが、やはり荒っぽい表現である。「親父」に限り、見知らぬ中年男性への罵倒語としても用いられる（例：おやじ狩り）。また「親父」「兄貴」「おじき」「あねさん」は、擬似的家族関係を構築する暴力団員が、自分の組長・舎兄・組長の兄弟分へ呼びかける敬称でもある。それらの妻たる目上の女性に関しては「姐さん」で統一される。
おっさん・おばはん
近畿地方における年長者への二人称で、主に血縁関係にない（見知らぬ）中年以上の相手に言う。同じ意味で「おっちゃん・おばちゃん」と親近感を込めて呼びかける地域もある。相手を大人であるとみなす意味もあるが、場合によっては他人行儀な体をとるつもりで用いられることもある。漢字で書くと小父、小母。両親と血縁がある方は伯父か叔父、伯母か叔母と言う。
爺（じじい）・婆（ばばあ）
中高年以上（または50~65歳以上）の年長者に対して、血縁関係を問わず用いられる極めて攻撃的な二人称。東日本に多い。
爺爺（じいじ）・婆婆（ばあば）
主に子供が祖父母に対して親しみを込めて使うが、血縁関係を問わず年長者に対して使われることもある。
相手の職務上の立場
「店長」「課長」など、職場で上司・同僚を呼ぶときに使われる。客や組織外の人が業務担当者に使う時は、「さん」をつけて呼ぶことが多い。「店長さん」「駅員さん」「お巡りさん」など。「マスター」はそれ自体が敬称とみなされ、「さん」なしで使われる。
先生
学校の児童・生徒が教師に対して使うほか、教師が互いに呼び合うときにも使われる。教師のほか、医師、教授、議員、弁護士など社会的立場が高いとされる職業の人や、小説家・漫画家・画家といった著作業には、直接師事していない人も相手に対して敬意を込めて使うことがある。時代劇で用心棒や刺客に対して依頼主が頼りにしている旨を含めて用いることもある。
師匠・師・老師・お師さん・お師様・尊師
いずれも弟子が師を呼ぶ時の呼称。格闘技や宗教などの世界で使われることが多い。また、認められた落語家に対しては師匠が一般的な二人称である。
先輩
部活動や学校のクラブ活動、学校内において下級生が上級生を呼ぶときに使われる。ときに会社員などの社会人で、後から入社した人が、先に入った人にたいして使うこともある（上司には肩書を使うことが多い-上述）。
陛下・殿下・閣下・猊下
「陛下」は天皇や国王などの君主、及びその配偶者と皇太后、太皇太后に、「殿下」は他の皇族・王族に対して使用。「閣下」は高位高官の人物に対して、「猊下」は高僧に対して用いる。江戸時代までは、摂政・関白・太閤に対しても殿下と呼んでいた。現代日本では、正式な場合を除けば天皇・皇后に対する「陛下」、その他の皇族に対する「殿下」以外はあまり使用されない。
主上（おかみ）・上様
公家が彼らのトップたる天皇を呼ぶ時用いた。また江戸幕府で将軍への敬称としても使われた。「女将」と書くと、飲食店の経営者の女性への呼びかけになる。
殿・お殿さん・王・姫・姫様・お姫（ひい）さん
いずれも歴史的に、藩主・君主や家の主に対して、臣下が使った呼称。たけし軍団のメンバーが師匠であるビートたけしを「殿」と呼ぶなど一部の例外を除き現在では使われない。
御前・御前様（ごぜん・ごぜんさま）
特に位の高い人物に対して使われる。フィクションでは政界のドンなどに使われることが多い。現在はほとんど使われない。
旦さん・御寮さん・ぼんち・いとさん
船場の商家における、経営者一族への敬称。
お客様
客に対して使う二人称。「お客さん」もよく使われる。
患者様
病院ではお客様の代わりに使われる。「丁寧すぎてかえって患者を馬鹿にしている」という意見もあり、「患者さん」を使う病院なども多い。
小僧（こぞう）・小童（こわっぱ）・小娘（こむすめ）・女（おんな）
いずれも見知らぬ女、子供を見下していう言葉。時代劇などで多い。小僧は現在でも使われる。
童（わら・わろ）等
本来「わらわ、わらべ、わらし」など子供をさす言葉であるが、転じて幼稚な者や未熟者をさす言葉としても使われる。
餓鬼（ガキ）
幼児や青少年を貶めて言う敵対的二人称。仏教用語に由来する。俗に「ジャリ」も使う人もいる。